# Zakażenie połogowe
Zakażenie połogowe (gorączka połogowa) – uogólniona infekcja spowodowana przedostaniem się drobnoustrojów do krwi krążącej.

## Przyczyny
Przyczyną jest zakażenie rany jamy macicy lub ran kanału rodnego albo krocza. Zakażenie połogowe mogą wywoływać bakterie stanowiące naturalną florę pochwy, krocza lub odbytnicy (paciorkowce, gronkowce, pałeczki okrężnicy), dwoinki rzeżączki lub pałeczki gruźlicy, a w razie uczynnienia się procesu zakaźnego, także drobnoustroje wprowadzane do organizmu z zewnątrz, przede wszystkim przez personel medyczny.

## Objawy
Charakterystycznymi objawami zakażenia połogowego są
- dreszcze
- wysoka temperatura ciała
- możliwe również liczne ropnice przerzutowe